# 苏忠民
苏忠民，原东北师范大学副校长、教授。入选中华人民共和国教育部第八批"长江学者"特聘教授，享受中国国务院政府特殊津贴，曾获得中国国家科学技术奖、教育部科学技术奖一等奖。